# Hoxie (Arkansas)
Hoxie és una població dels Estats Units a l'estat d'Arkansas. Segons el cens del 2000 tenia 2.817 habitants.

## Demografia
Segons el cens del 2000, Hoxie tenia 2.817 habitants, 1.108 habitatges, i 797 famílies. La densitat de població era de 273,3 habitants/km².
Dels 1.108 habitatges en un 36% hi vivien nens de menys de 18 anys, en un 53,6% hi vivien parelles casades, en un 14,9% dones solteres, i en un 28% no eren unitats familiars. En el 24,7% dels habitatges hi vivien persones soles el 12,2% de les quals corresponia a persones de 65 anys o més que vivien soles. El nombre mitjà de persones vivint en cada habitatge era de 2,54 i el nombre mitjà de persones que vivien en cada família era de 3,03.
Per edats la població es repartia de la següent manera: un 27,9% tenia menys de 18 anys, un 9,4% entre 18 i 24, un 28,1% entre 25 i 44, un 21,8% de 45 a 60 i un 12,9% 65 anys o més.
L'edat mediana era de 34 anys. Per cada 100 dones de 18 o més anys hi havia 86,8 homes.
La renda mediana per habitatge era de 24.726 $ i la renda mediana per família de 30.085 $. Els homes tenien una renda mediana de 26.583 $ mentre que les dones 18.418 $. La renda per capita de la població era de 12.190 $. Entorn del 20,7% de les famílies i el 24,2% de la població estaven per davall del llindar de pobresa.

## Poblacions més properes
El següent diagrama mostra les poblacions més properes.